# Lissoclinum bistratum
Lissoclinum bistratum is een zakpijpensoort uit de familie van de Didemnidae. De wetenschappelijke naam van de soort is voor het eerst geldig gepubliceerd in 1905 door Sluiter.